# Christina Lindholm
Christina Lindholm, född 8 mars 1942 i Stockholm, är en svensk sjuksköterska och professor emerita i klinisk omvårdnad.
Lindholm doktorerade i medicinsk vetenskap vid Lunds universitet år 1993 och har varit verksam som forskare och chef vid Karolinska Institutet, Röda Korsets högskola, Högskolan Kristianstad, Akademiska sjukhuset och Sophiahemmet högskola, där hon även varit rektor.
Lindholm är knuten till European Pressure Ulcer Advisory Board (EPUAP) och har mottagit Lifetime Achievement Award från internationella sårläkningsorganisationen (WUWHS). 
Christina Lindholms stipendium delas ut av Svensk sjuksköterskeförening för patientnära forskningsprojekt inom sårbehandling.